# Misleydis Oña
Misleydis Oña Ruz (29 ottobre 1981) è una schermitrice cubana.

## Palmarès
In carriera ha conseguito i seguenti risultati:
- Giochi Panamericani:

Santo Domingo 2003: oro nella spada a squadre.